# Rode
Rode (Ῥόδη), na mitologia grega, é uma ninfa ou deusa da ilha Rodes onde nasceu. Na versão mais antiga de seu mito, ela é filha de Afrodite. As versões posteriores, a colocam como filha de Afrodite e Poseidon, de Poseidon com Anfitrite, ou Halia ou a ninfa Polife.
Logo após o dilúvio, Hélio se apaixonou por Rode, e fez a água que havia inundado a ilha desaparecer.